# Orvasca kilanas
Orvasca kilanas är en fjärilsart som beskrevs av Holloway 1999. Orvasca kilanas ingår i släktet Orvasca och familjen tofsspinnare. Inga underarter finns listade i Catalogue of Life.